# Huis Karel V

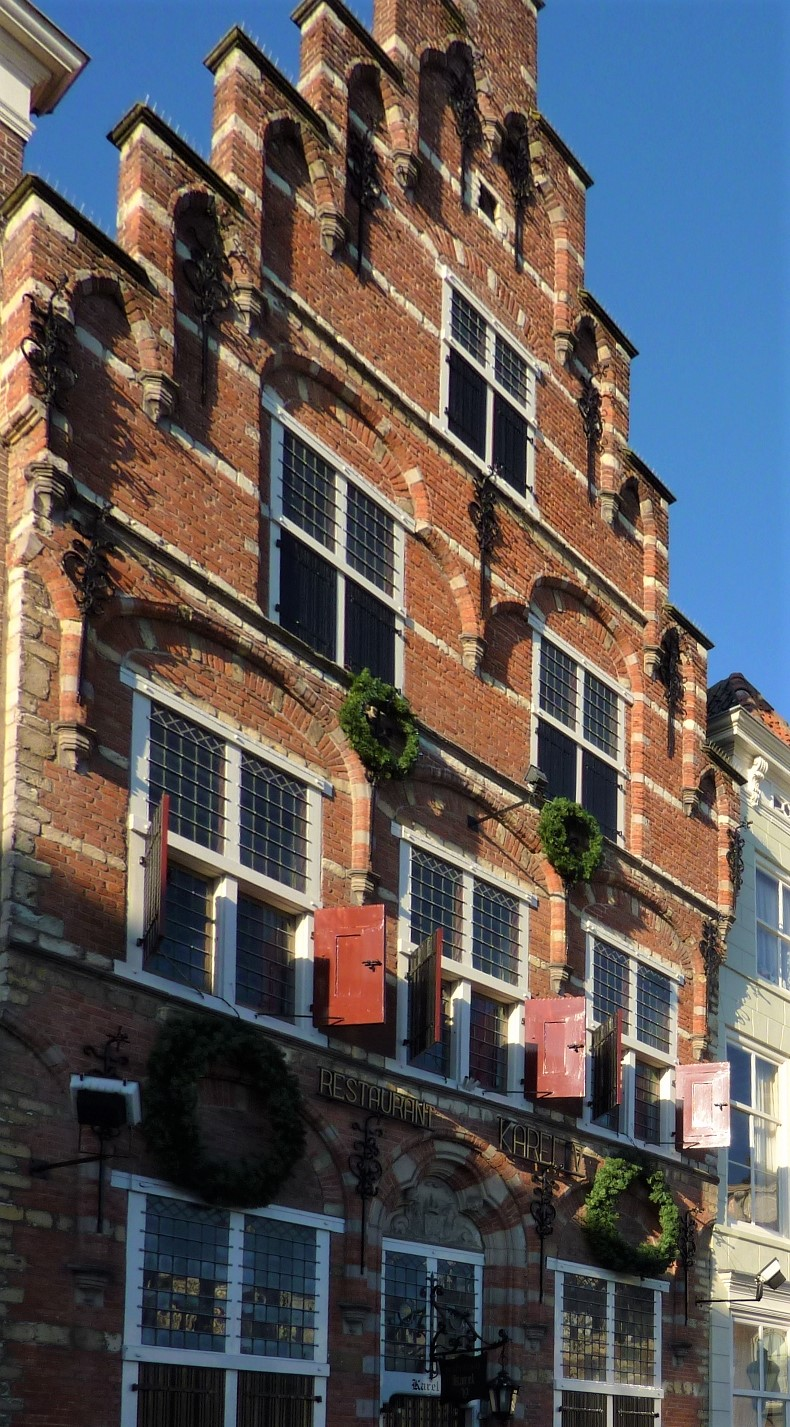
Das Huis Karel V

Das Huis Karel V (deutsch: Haus Karl V.; auch Gotische Huis) ist ein als niederländisches Rijksmonument eingestuftes Bauwerk in der Turfkade 11 am Hafen von Goes in der Provinz Zeeland.

## Beschreibung
Das Haus entstand im Kern im Stil der Spätgotik im Jahr 1533. Nach Zerstörungen während des Stadtbrandes in Goes 1554 wurde es 1555 im Auftrag von Job Willemsz Goeree wiederhergestellt. Die Tafel mit dem Wappen Kaiser Karls V. wurde erst bei der Restaurierung des Hauses 1937 über dem Eingang angebracht. Der reich ausgeführte Treppengiebel hat schmiedeeiserne Blumenanker, Specksteinschichten und Eckblöcke aus Brabanter Sandstein aus Gobertange sowie Sandsteinblöcke in den Bögen über den Fenstern. Charakteristisch sind die Auskragungen des Mauerwerks an den Fensterbögen und an den kleinen Spitzbögen unter den Giebelstufen, die allesamt auf Stützsteinen ruhen. Das Haus ist vorn und hinten gewölbt unterkellert. Der hintere Keller, möglicherweise aus dem Jahr 1533, liegt ebenerdig und der vordere Keller ist in den Deichkörper eingegraben. Die Verbundbalken über dem Erdgeschoss ruhen auf Natursteinkonsolen. Der erste Stock hat einen Fachwerkrahmen, von dem einige Schlüsselstücke die Jahreszahl 1555 tragen. Aus dieser Zeit stammt auch die verkleidete Wendeltreppe aus Eichenholz vom ersten Stock ins Dachgeschoss. Um 1750 wurde ein fast quadratisches Hinterhaus mit einer noch vorhandenen Küche angebaut. Das Gebäude wurde von 1931 bis 1970 als Museum genutzt und 1990 restauriert.